# Ли Зиченг
Ли Зиченг (22. септембар 1606 — 1645), рођен као Ли Хонгђи, познат и по свом надимку, Красни краљ, је био кинески сељачки побуњенички вођа који је помогао у збацивању династије Минг у априлу 1644. и владао северном Кином накратко као император Јонгчанг (кин: 永昌帝) из кратковечне династије Шун пре његове смрти годину дана касније.

## Биографија
Ли Зиченг је рођен 1606. године као Ли Хонгђи у сиромашној породици фармера у селу Ли Јикијан, префектура Јанан, североисточна провинција Шенси. Ли Зиченг је имао брата који је био 20 година старији од њега и одгајао је Ли Зиченга заједно са својим сином и Зиченговим нећаком, Ли Гуом. Док је Ли Зиченг био писмен, извор његовог образовања је споран. Током своје касне адолесценције и раног одраслог доба, Ли је радио на фарми, у винотеци, у ковачници и као поштар за државни курирски систем.
Према народном предању, 1630. године Ли је био изложен јавности у гвозденој крагни и оковима јер није вратио зајмове лихварском магистрату. Судија, човек по имену Аи, ударио је стражара који је покушао да Лију пружи хлад и воду. Група сељака ослободила је Лија из његових окова, одвела га на оближње брдо и прогласила га својим вођом. Иако су били наоружани само дрвеним палицама, Ли и његова група успели су да упадну у заседу групи владиних војника послатих да их ухапсе и набавили прво право оружје.
До касне ере династије Минг, влада је била финансијски ослабљена и борила се да се носи са економским питањима, проблемима животне средине и широко распрострањеним болестима (мале богиње и вероватно куга) које су погађале сељачко становништво. 1639. године, епидемија која ће касније постати позната као Чонгжен велика куга погодила је регион Јангзи и проширила се по северу. Глад и суша су погоршале друштвено незадовољство изазвано епидемијом. Еколошка катастрофа, болести и неуспех владе Чонгжен да заштити свој народ довели су до великих сељачких устанака широм северне Кине почевши од 1628. године, са провинцијом Шенси као епицентром побуне. Ли Зиченг и Жанг Сијанжонг, такође из провинције Шенси, били су два од главних вођа сељачких побуна током касне династије Минг.
Године 1633, Ли се придружио побуњеничкој војсци коју је предводио Гао Јингсјанг (高迎祥), назван „Одлучни краљ” Наследио је Гаов надимак и команду над побуњеничком војском након Гаове смрти.
У року од три године, Ли је успео да окупи више од 30.000 људи за свој циљ. Напали су и убили истакнуте владине званичнике као што је Сун Чуантинг у Хенану, Шанси и Шенси. Како је Ли добијао више битака и добијао више подршке, његова војска је постајала све већа. Историчари приписују овај пораст броја Лијевој репутацији као личности у стилу Робина Худа која је показивала саосећање према сиромашнима и нападала само званичнике Минга.
Ли се залагао за пароле „једнаке поделе земље“ и „укидања система плаћања пореза на жито“ које су добиле велику подршку сељака. Песма „Убиј говеда и овце, припреми укусно вино и отвори градску капију за добродошлицу полетном краљу“ била је тада веома распрострањена.
Поплава Кајфенга 1642, изазвана пробијањем насипа Жуте реке са обе стране, је окончала опсаду Кајфенга и убила преко 300.000 од 378.000 његових становника. Након битака код Луојанга и Каифенга, влада Минга није могла да заустави Лијеву побуну, пошто је већина њених војних снага била укључена у битку против Манџура на северу.
Године 1643. Ли је заузео Сјангјанг и прогласио се „краљем Синшуна“ (新順王).
Назвавши се „Принц нове дисциплине“, основао је престоницу у Сијану.
У априлу 1644. Ли и 300.000 војника кренули су на престоницу династије Минг, град Пекинг. Заузели су Пекинг (чије су капије биле отворене изнутра), а цар Чонгжен се обесио.  Ли се прогласио за цара из династије Шун. Ли је, пошто су сви кандидати за трон били обавезни, тврдио да му је додељен Небески мандат. Прво, Ли је био Хан Кинез и пореклом је из кинеске провинције Шенси, што је ојачало његов легитимитет на престолу у односу на иностране Манџуре. Ли је такође добио подршку научних званичника што је било важно у владавини над народом Кине као конфучијанском државом. Име династије у преводу значи "Покорни небу".
Лијева војска је на крају поражена 27. маја 1644. у бици код Шанхајског пролаза од комбинованих снага манџурског принца Доргона и минг генерала Ву Сангуија који су прешли на његову страну. Снаге династије Минг и Манчуа заузеле су Пекинг 6. јуна и Фулин се попео на трон да успостави владавину Шунжи са Доргоном као његовим регентом.
Када су Ву Сангуи и принц Доргон преузели контролу над Пекингом, Ли је побегао у Сијан у Шенси. Није познато како или да ли је Ли умро током свог бекства, а постоји више извештаја о његовој смрти који се разликују, а неки од њих су преувеличани. Међутим, у више извора се каже да је година његове смрти била 1645. У једном извештају се наводи да је у лето 1645. Ли отишао у рацију у једно село у потрази за намирницама са својим преосталим следбеницима и да су га убили војници који су чували село. Друга теорија је да је Ли Зиченг постао монах и умро 1674.
Лин Ћинг, вођа устанка Осам Триграма из 1813. од стране секте Тианли (天理教) Белог Лотоса, прогласио је да је он реинкарнација Ли Зиченга.

## Историографија
Иако је успех транзиције Минг-Ћинг приписан слабљењу династије Минг (погоршаном побуном Ли Зиченга), званична историографија током династије Ћинг сматрала је Лија нелегитимним узурпатором и одметником. Ово гледиште је настојало да обесхрабри и демонизује идеје о побуни против Ћинг владе, пропагирајући да су Манџури ставили тачку на Лијеву нелегитимну владавину и повратили мир у царству, чиме су добили Небески мандат да владају Кином.
У Историји Минга, Ли Зиченг је описан да има високе јагодице, дубоко усађене очи и глас налик шакалу.
Ли Јан, полу-митски саветник Ли Зиченга за кога се мислило да је умро 1644. године, сумња се да је метафора за успон и пад Ли Зиченгове побуне, пошто историчари сумњају у његово постојање у стварном животу.